# جيم بيلي (لاعب كرة قاعدة)
جيم بيلي (بالإنجليزية: Jim Bailey)‏ هو لاعب كرة قاعدة أمريكي، ولد في 16 ديسمبر 1934 في مقاطعة جيفرسون في الولايات المتحدة.

## وصلات خارجية
- جيم بيلي على موقعبيزبول رفرنس.كوم (الدوري الرئيسي) (الإنجليزية)
- جيم بيلي على موقعبيزبول رفرنس.كوم (الدوري الثانوي) (الإنجليزية)
- جيم بيلي على موقع مشجعي الرسوم البيانية (الإنجليزية)